# 玉佩
玉佩，中国古代士大夫衣带上系挂的玉制佩饰物，行走时可发出清脆敲击声。
《礼记·玉藻》记载“古之君子必佩玉。”不同的人，因身份贵贱不同，而所佩之玉质地也不同。早在新石器时代玉佩就已现出雏形，后演变成身份的标识和象征。周礼规定，身份愈高，则组玉佩愈长且复杂。身份越高贵，步子越要小，步速越要慢，以此体现风度和气派。其功能性的作用是节步，礼仪性的意义是表示身份。西周组玉佩戴于颈部；战国以降，组玉佩多系于腰际的革带上。